# 梶山采千夏
梶山 采千夏（かじやま さちか、2002年8月8日 - ）は、モーターサイクル・ロードレースライダー。神奈川県横浜市出身、身長160cm、血液型B型。

## 略歴
10歳の時にポケバイレースを始め、翌年ミニバイクレースにステップアップする。
2015年、2016年はもてぎロードレース選手権 レディスクラス参戦している。
2018年から56RACING（中野真矢 監督）に所属し、CBR250Rドリームカップ参戦している。

鈴鹿サンデーロードレース選手権第2戦 CBR250R DREAM CUP Eクラス 初出場、初優勝を果たす。
2019年は昨年に引き続き56RACINGに所属し、CBR250RRドリームカップ参戦している。

筑波ロードレース選手権 CBR250RR 第2戦で優勝している。
2020年は2年間所属していた56RACINGを卒業し、GOSHI Racingの一員となりJP250に参戦する。

九州ロードレース選手権で自身初となるポールtoウィンを果たす。

MFJ CUP オートポリス大会　鈴鹿大会　共にナショナルクラス　優勝
2021年はRankUp Racing WingStoneのライダーとしてMFJ CUP JP250に参戦する。

MFJ全日本ロードレース選手権(NATクラス)で総合優勝を果たす。

筑波ロードレース選手権では全戦ポールtoウィンで総合優勝を果たす。
2022年はDOG FIGHT RACINGのライダーとしてSUGOロードレース選手権のST600クラスに参戦する。

第4戦のST600(INTクラス)で優勝している。
2023年はPGJ aprilia racing project から筑波ロードレース選手権のTC400クラスに参戦。

第2戦、第3戦で優勝している。第4戦の決勝ではトップチェッカーを受けたが、フロントフェンダー未装着のため車両規定違反で失格となってしまう。
2024年は筑波ロードレース選手権のS80クラスに2戦目から参戦する。

また、筑波ロードレース選手権のTC400クラスの第3戦にスポット参戦し、優勝している。

## 記録
- 2015年 - もてぎロードレース選手権 レディスクラス出場
- 2016年 - もてぎロードレース選手権 レディスクラス出場
- 2017年 - 筑波ロードレース選手権 J-GP3クラス 出場
- 2018年 - CBR250Rドリームカップ 筑波サーキット大会 ランキング2位[18]
  - CBR250Rドリームカップ 鈴鹿サーキット大会
  - CBR250Rドリームカップ グランドチャンピオン大会 クラス6位
- 2019年 - CBR250RRドリームカップ 筑波サーキット大会 ランキング2位[19]
  - CBR250RRドリームカップ 鈴鹿サーキット大会 ランキング4位[20]
  - CBR250RRドリームカップ グランドチャンピオン大会 ランキング2位[21]
- 2020年 - JP250 NATクラス MFJ全日本ロードレース選手権 ランキング3位[22]
- 2021年 - JP250 NATクラス MFJ全日本ロードレース選手権 ランキング1位[23]　
  - JP250 NATクラス 筑波ロードレース選手権 ランキング1位[24]
- 2022年 - ST600 INTクラス SUGOロードレース選手権 ランキング1位
- 2023年 - TC400 筑波ロードレース選手権 ランキング3位
- 2024年 - S80 筑波ロードレース選手権 ランキング11位
  - TC400 筑波ロードレース選手権 ランキング9位[25]